# La Fuente de San Esteban
La Fuente de San Esteban – gmina w Hiszpanii, w prowincji Salamanka, w Kastylii i León, o powierzchni 77,04 km². W 2011 roku gmina liczyła 1425 mieszkańców.